# Oxychilus uziellii
Oxychilus uziellii is een slakkensoort uit de familie van de Oxychilidae. De wetenschappelijke naam van de soort is voor het eerst geldig gepubliceerd in 1872 door Issel.